# Sladenia shaefersi
Cá vây tay Shaefer, tên khoa học Sladenia shaefersi, là một loài cá trong họ Lophiidae. Chúng lần đầu tiên được phát hiện ngoài khơi bờ biển của Colombia vào năm 1976. 